# Последният крал
Последният крал (на испански: El último rey) е мексикански биографичен сериал, режисиран от Ерик Моралес и продуциран от Хуан Осорио за ТелевисаУнивисион през 2022 г. Сериалът е базиран на неофициалната биографична книга на мексиканския музикант Висенте Фернандес, написана от аржентинската журналистка и писателка Олга Уолнат.
Участват Пабло Монтеро, Анхелика Арагон и асамблея от актьорски състав.

## Сюжет
Въз основа на книгата на Уорнат, Последният крал проследява живота на Висенте Фернандес — по-известен като „El Charro de Huentitán“, който чрез интервюта, свидетелства и непубликувани откровения разказва за концерта на стадион „Ацтека“, за стабилния си брак и няколкото бурни любовни истории, за компенсирането на отсъствието на бащината фигура за децата си, а също и за уповаването си у Бог, за да спаси живота на едно от децата си.

## Актьори
- Анхелика Арагон – Делия Муньос
- Пабло Монтеро – Висенте Фернандес
  - Салвадор Санчес – Висенте Фернандес (възрастен)
  - Едуардо Нарахас – Висенте Фернандес (млад)
  - Моисес Хабиб Бучард – Висенте Фернандес (дете)
- Илиана Фокс – Мария дел Рефухио Абарка Виясеньор
  - Хаде Фрасер – Мария дел Рефухио (млада)
- Винс Миранда – Алехандро Фернандес
- Емилио Осорио – Алекс Фернандес
- Иван Арана – Висенте Фернандес-мл.
- Алехандра Аброси – Паула Гомес
- Сесар Евора – Манхарес
- Хесус Море – Херардо Фернандес

## Премиера
Премиерата на Последният крал е на 14 март 2022 г. по Las Estrellas. Последният 30 епизод е излъчен на 10 юни 2022 г.

## Продукция
Един месец след смъртта на Фернандес през декември 2021 г., сериалът е обявен от ТелевисаУнивисион на 13 януари 2022 г., след като постига споразумение с издателство „Планета“ за придобиване на правата върху книгата. Няколко дни по-късно е обявено, че Хуан Осорио е избран за изпълнителен продуцент на поредицата. Снимките започват в края на януари 2022 г., тогава е и обявено участието на Пабло Монтеро, който ще се превъплъти в образа на мексиканската музикална легенда Висенте Фернандес. Първият трейлър е пуснат на 17 февруари 2022 г. в чест на рождения ден на Фернандес.

### Спор
На 11 март 2022 г., три дни преди насрочената премиерна дата на сериала, е обявено, че федерален съдия е разпоредил сериалът да бъде отложен, след като семейството на Висенте Фернандес твърди, че компания Телевиса е нарушила извъндоговорни отношения; права върху търговска марка; неправилно използване на художествено име, запазено пред Националния институт за авторско право; нелоялна конкуренция, наред с други причини. На следващия ден ТелевисаУнивисион твърди, че компанията не е получила съдебна заповед, забраняваща излъчването на сериала, и ще продължи да го излъчва. Премиерното излъчване на сериала продължава по план.